# 5-lemma
A matematikában, azon belül a homologikus algebrában illetve az Abel-kategóriák elméletében az 5-lemma egy fontos és gyakran használt lemma. Az 5-lemma tekinthető két másik, egymással kölcsönösen duális állítás, a 4-lemmák következményének.

## Állítások
Tekintsük a következő kommutatív diagramot bármely Abel-kategóriában (például az Abel-csoportok kategóriájában) vagy a csoportok kategóriájában (utóbbi nem Abel-kategória).
Az 5-lemma szerint ha a sorok egzaktak, m és p izomorfizmusok, l epimorfizmus és q monomorfizmus, akkor n izomorfizmus.
A 4-lemmák a következőket állítják:
- Ha a

kommutatív diagram sorai egzaktak, és m és p epimorfizmusok, és q monomorfizmus, akkor n epimorfizmus.
- Ha a

kommutatív diagram sorai egzaktak, és m és p monomorfizmusok, és l epimorfizmus, akkor n monomorfizmus.